# Lastro
Lastro is een gemeente in de Braziliaanse deelstaat Paraíba. De gemeente telt 2.894 inwoners (schatting 2009).
De gemeente grenst aan Vieirópolis, Sousa, Santa Cruz en Tenente Ananias.